# Charops (Gatte der Oie)
Charops (altgriechisch Χάροψ Chárops) ist in der griechischen Mythologie der Gatte der Oie, der Tochter des Kephalos, nach der die attische Phyle Oineis benannt gewesen sein soll.
In der Suda und dem Myriobiblon des Photios wird Oies Gatte Charopos (Χάροπος Cháropos) genannt.